# Gai Assulin
Gai Yigaal Assulin (hebreiska: גיא אסולין, engelska: Guy Assulin), född 9 april 1991 i Nahariya, är en israelisk fotbollsspelare som spelar för RCD Mallorca.

## Klubbkarriär
Assulin började sin karriär redan vid 12 års ålder, då han togs in i FC Barcelonas ungdomslag. Fyra år senare blev han uppflyttad till FC Barcelona B och erbjuden ett 3-årigt kontrakt med en 20 milj € utköpningskostnad. Till försäsongen 2009/2010 blev Assulin kallad till att delta i A-lagets träningsmatcher.
Assulin debuterade i Barcelonas förstalag den 24 juli 2009 mot Tottenham under Barcelonas försäsong i Wembley Cup, en match som slutade 1-1. I samma cup återvände Assulin från start mot Al-Ahly den 27 juli 2009, en match som slutade 4-1 till Barcelona. Assulin lämnade klubben den 30 juni 2010 eftersom hans kontrakt inte förnyades..
Den 13 december 2010 skrev Assulin på ett kontrakt med den engelska Premier League-klubben Manchester City. Kontraktet löper till utgången av 2012/2013 års säsong.

## Landslagskarriär
Den 26 mars 2008 debuterade Assulin i det israeliska fotbollslandslaget då han byttes in i den 78:e minuten i en vänskapsmatch mot Chile. Assulin blev i och med det den dittills yngsta att spela i landslaget. Han slog Ben Sahars rekord med 195 dagar.